# Eulonche arioch
Eulonche arioch är en fjärilsart som beskrevs av John Kern Strecker 1898. Eulonche arioch ingår i släktet Eulonche och familjen nattflyn. Inga underarter finns listade i Catalogue of Life.